# Kozma Huba
Kozma Huba (Budapest, 1943. július 16. –) tanár, újságíró, politikus, muzeológus. A Magyar Demokrata Fórum egyik alapítója, 1991-ig országos elnökségi tagja. 

## Pályafutása
A nyolcvanas években a kiskunmajsai helytörténeti múzeum vezetője volt. Kiskunmajsai házában rendezték meg 1988 márciusában az MDF első vidéki fórumát. 1990-től négy éven át az MDF országgyűlési képviselője. Még ebben az évben közreműködésével megalakult a Magyarországi Gazdakörök Országos Szövetsége, melynek elnökévé 1991-ben választották meg. 
2003-tól 2007-ig a Magyar Televízió Közalapítvány kuratóriumának elnökhelyettese. Politikusi pályájának befejezése után nyugdíjba kerüléséig a kiskunmajsai helytörténeti múzeum és a Pongrátz Gergely által létrehozott – az országban mindmáig egyetlen – ’56-os múzeum és középiskolás nyári diáktábor szervezője-vezetője.
1980-tól a kiskunmajsai Múzeum szervezője és a vezetője lett és emellett a helyi könyvtárban könyvklubot szervezett, amelyik párhuzamosan működött a lakiteleki Könyvklubbal, annak mintájára jött létre. Lezsák Sándorral 1979-ben egy színdarab kapcsán ismerkedett meg: Tamási Áron egyik színdarabját, a Csalóka Szivárvány-t adták elő, melynek bemutatóra Lezsák Sándor is eljött. A könyvklub előadói között volt Csoóri Sándor, Fekete Gyula, Ilia Mihály, Éri Mihály, a majsai származású Zelei Miklós, Gazsó L. Ferenc is. Lezsák Sándorék 1986-ban az 1956-os forradalom kerek évfordulójára egy kiállítással készültek Lakiteleken. Grafikusok a szerzők verseit megrajzolták, megfestették, és akik a szerzők közül a megnyitóra eljöttek, azok fel is olvasták a verseiket. Olyanok is megszólaltak – ők magnóról –, mint Tollas Tibor, aki a Nemzetőr-t szerkesztette, vagy Illyés Gyula, akik akkor már nem éltek. Mivel Kozma Huba ezt a kiállítást Kiskunmajsán is meg akarta rendezni, a hatóságok azt a megoldást választották, hogy mindkét könyvklubot bezáratják, sőt Kiskunmajsán még a TSZ tulajdonában lévő Múzeumot is.

## Az első vidéki MDF-fórum
1987-ben meghívottként részt vett a lakitelki találkozón. 1988. március 5-én Kiskunmajsán az ő lakásán rendezték meg az MDF első vidéki fórumát, 65 résztvevővel. A szomszédos utcákban rendőrautók álltak, a belügyi szervek részéről erős volt a készültség. Később erről az egyik megyei pártbizottsági dolgozó egy interjúban elmesélte, hogy az eseményt megelőzően a pártbizottságon nagy vita volt, mely során a helyi munkásőr parancsnok felvetette, hogy a géppisztoly vastagabbik felét használva ők szétverik ezt a rendezvényt. Végül nem kapott támogatást az ötlete. A majsai fórum eseményét másnap bemondta a Szabad Európa Rádió is, ugyanis március 6-án a budapesti Jurta Színházban lévő MDF rendezvényt Bíró Zoltán és társai szándékosan úgy szervezték, hogy a majsaiaknak (és a miskolciaknak, Furmann Imrééknek) fel kellett olvasniuk az ajánlásokat, amiket előző nap fogadtak el.

## Az MDF első elnökségében
1989-ben az MDF az ideiglenes elnökségtől megválva, az első országos gyűlésén elnökséget választott. A 15 tagú elnökségbe Kozma Hubát is beválasztották. A gyűlésen elhangzott beszédében Tamási Áron szavaival élve azt mondta: a falvak dolgozó népét akarom képviselni az MDF-ben, az elnökségben.

## A MAGOSZ megalapítása
1990-ben Ópusztaszeren összehívta azokat, akikről tudta, hogy részt vesznek ebben a munkában. Ekkor alakították meg a Magyarországi Gazdakörök Országos Szövetségét, a MAGOSZ-t, melynek első elnöke Kőrösi Imre lett.

## Művei
- Csík Antal–Kozma Huba–Takács András: Kiskunmajsa története; Kiskunmajsa Nagyközség Tanácsa, Kiskunmajsa, 1981
- A pillantásfogás művésze, Konecsni György; Konecsni György Helytörténeti Gyűjtemény, Kiskunmajsa, 2004
- Kozma Huba: Pongrátz Gergely; Antológia Kiadó, Lakitelek, 2006
- Csóti Péter–Kozma Huba: ...Ragyogni fognak, miként a csillagok; Pongrátz Gergely 56-os Közhasznú Alapítvány, Kiskunmajsa, 2018